# Sameodesma flavicostalis
Sameodesma flavicostalis là một loài bướm đêm trong họ Crambidae.